# Gogón

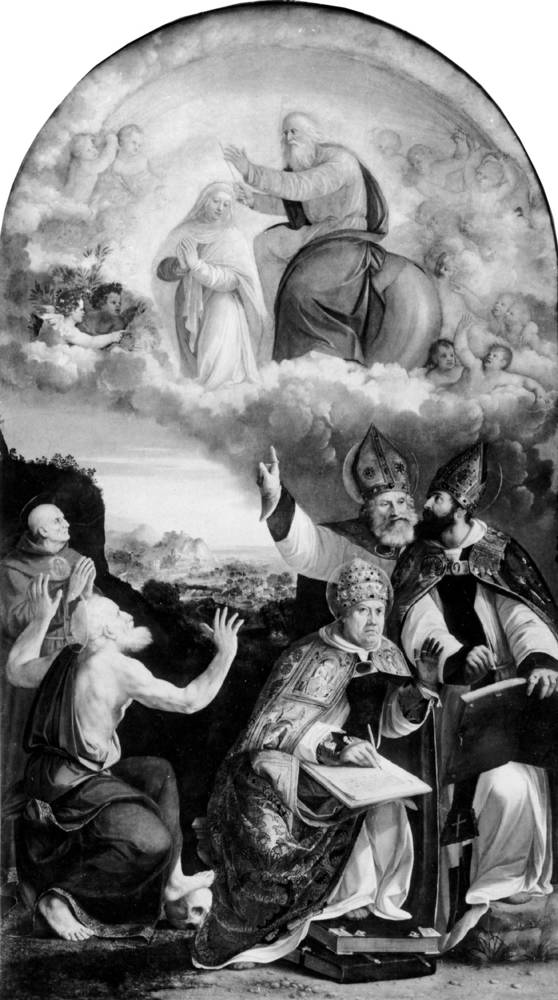
ima

Gogón fue un servidor en la corte del rey Sigeberto I en el 565 donde llegó a ser consejero real  (se desconoce si ocupó el cargo de maior domus ). Se le encomendó ir a España “para escoltar a la reina Brunilda a su viaje hacia la Galia”.  A la muerte del rey, en el 575, pasó a desempeñarse como nutricius de Childelberto II, hijo de Sigeberto  , o quizás en la cancillería. Muere en el 581.
No quedó “nada de su producción poética”, pero se hace alusión a cuatro cartas que dan testimonio de ser un franco instruido : “escritas en un estilo calificado de «exquisito y florido»” . Gogón fue un “hombre culto con conocimiento de Virgilio, sensible al estilo latino y con una prosa viva”; lo confirman cuatro poemas de Venancio Fortunato (Gogón lo había apoyado en la corte de Metz ) en los cuales alaba la elocuencia de Gogó.